# Sci di fondo ai III Giochi olimpici invernali
Nello sci di fondo ai III Giochi olimpici invernali di Lake Placid del 1932 furono disputate due sole gare, entrambe maschili: la 50 km (il 13 febbraio) e la 18 km (il 10 febbraio). Le medaglie assegnate furono ritenute valide anche ai fini dei Campionati mondiali di sci nordico 1932.

## Risultati

### 18 km
La gara di sci di fondo sulla distanza di 18 km si disputò il 10 febbraio a partire dalle 9:30 e presero il via 42 atleti di 11 diverse nazionalità. La pista si snodava lungo il percorso "Mt. Whitney", copriva un dislivello di 500 m ed era lunga 18,214 m; la gara, che per la prima volta in sede olimpica si svolgeva prima della 50 km, fu marcata da temperature eccezionalmente elevate ed era valida anche ai fini della combinata nordica.
| Posizione | Atleta               | Nazione   | Tempo   |
| --------- | -------------------- | --------- | ------- |
| 1         | Sven Utterström      | Svezia    | 1:23:07 |
| 2         | Axel Wikström        | Svezia    | 1:25:07 |
| 3         | Veli Saarinen        | Finlandia | 1:25:24 |
| 4         | Martti Lappalainen   | Finlandia | 1:26:31 |
| 5         | Arne Rustadstuen     | Norvegia  | 1:27:06 |
| 6         | Johan Grøttumsbråten | Norvegia  | 1:27:15 |
| 7         | Valmari Toikka       | Finlandia | 1:27:51 |
| 8         | Ole Stenen           | Norvegia  | 1:28:05 |
| 9         | Väinö Liikkanen      | Finlandia | 1:28:30 |
| 10        | Nils Svärd           | Svezia    | 1:29:05 |

### 50 km
La gara di sci di fondo sulla distanza di 50 km si disputò il 13 febbraio dalle ore 11:00 e presero il via 32 atleti di 9 diverse nazionalità. La gara fu segnata dalla mancanza di neve dovuta alle alte temperature registrate, tre giorni prima, durante la 18 km. Fu pertanto definito un tracciato di soli 25 km, da percorrere due volte; nella giornata della gara, tuttavia, la temperatura si mantenne intorno allo zero, garantendo la regolarità della competizione nonostante il sottile strato di neve sciabile.
| Posizione | Atleta            | Nazione        | Tempo   |
| --------- | ----------------- | -------------- | ------- |
| 1         | Veli Saarinen     | Finlandia      | 4:28:00 |
| 2         | Väinö Liikkanen   | Finlandia      | 4:28:20 |
| 3         | Arne Rustadstuen  | Norvegia       | 4:31:53 |
| 4         | Ole Hegge         | Norvegia       | 4:32:04 |
| 5         | Sigurd Vestad     | Norvegia       | 4:32:40 |
| 6         | Sven Utterström   | Svezia         | 4:33:35 |
| 7         | Tauno Lappalainen | Finlandia      | 4:45:02 |
| 8         | John Lindgren     | Svezia         | 4:47:22 |
| 9         | Gustaf Jonsson    | Svezia         | 4:49:52 |
| 10        | Antonín Bartoň    | Cecoslovacchia | 4:52:24 |

## Medagliere
| Posizione | Paese     |   |   |   | Totale |
| --------- | --------- | - | - | - | ------ |
| 1         | Finlandia | 1 | 1 | 1 | 3      |
| 2         | Svezia    | 1 | 1 | 0 | 2      |
| 3         | Norvegia  | 0 | 0 | 1 | 1      |
| Totale    | Totale    | 2 | 2 | 2 | 6      |